# Wangaratta
Wangaratta è una città australiana di circa 16 000 abitanti.

## Geografia fisica
La città è situata nel Nord-Est dello Stato di Victoria, a circa 230 km da Melbourne, lungo l'Aspiro Highway, una delle più importanti strade dell'Australia in quanto collega Melbourne a Sydney. È posta alla congiunzione dei fiumi Ovens e King che originano nelle Alpi australiane. Wangaratta è la città più vicina alle stazioni sciistiche delle Alpi australiane: Mount Hotham e Falls Creek.

## Storia
Attorno al 1850 nella regione fu trovato dell'oro ed il nome; ne è testimonianza il nome della vecchia città vicina, "Eldorado", nella quale può essere vista ancora una vecchia draga.
Numerosi abitanti sono di origine italiana, provenienti soprattutto da aree rurali della Calabria e della Sicilia, i quali lavorano soprattutto nell'agricoltura (viticultura, lavoro nei boschi) o nell'edilizia.
Nel villaggio di Glenrowan, situato a 10 km da Wangaratta, fu abbattuto Ned Kelly il più celebre bandito del Victoria.
A Wangaratta ha vissuto, da bambino, il musicista Nick Cave.